# Triumph GT6
La GT6 è un'autovettura prodotta dalla Triumph Motor Company tra il 1966 ed il 1973.

## Contesto
Per contrastare il successo ottenuto dalla concorrente (che, ironia della sorte, di lì a poco sarebbe diventata "cugina" con il confluire della Triumph nella British Leyland) MG B GT (vale a dire la coupé derivata dalla celebre spider MG B), la Casa inglese decise di far derivare una versione coupé fastback dalla Spitfire.

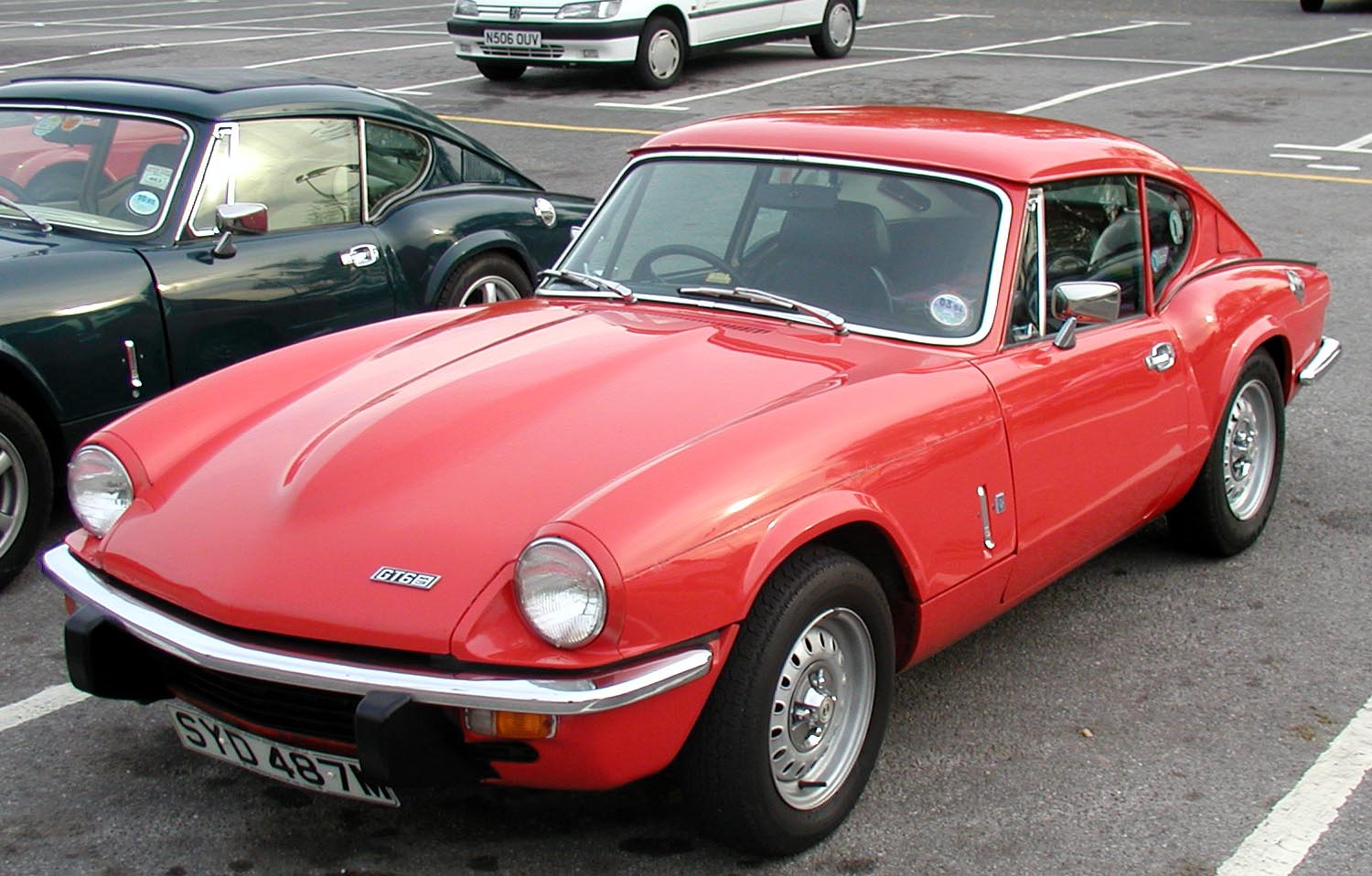
Triumph GT6 Mk III

Il disegno venne affidato a Giovanni Michelotti, mentre la meccanica (così come la carrozzeria, a parte il tetto) rimaneva immutata. La voglia di distinguersi dalla concorrenza portò però la Triumph a sostituire il 4 cilindri di 1,1 e 1,3 litri della Spitfire con un 6 cilindri in linea di 2 litri.
Invece di scegliere il recente motore della berlina 2000 venne inspiegabilmente scelto il vecchio monoalbero, con asse laterale, di 1998 cm³ della Vitesse.
Alimentato con 2 carburatori Stromberg, il vetusto 6 cilindri forniva 95 cv, sufficienti, grazie al peso di soli 864 kg, a mettere in crisi l'assetto (identico a quello della Spitfire).
Identici a quelli della piccola spyder di Casa anche gli interni.

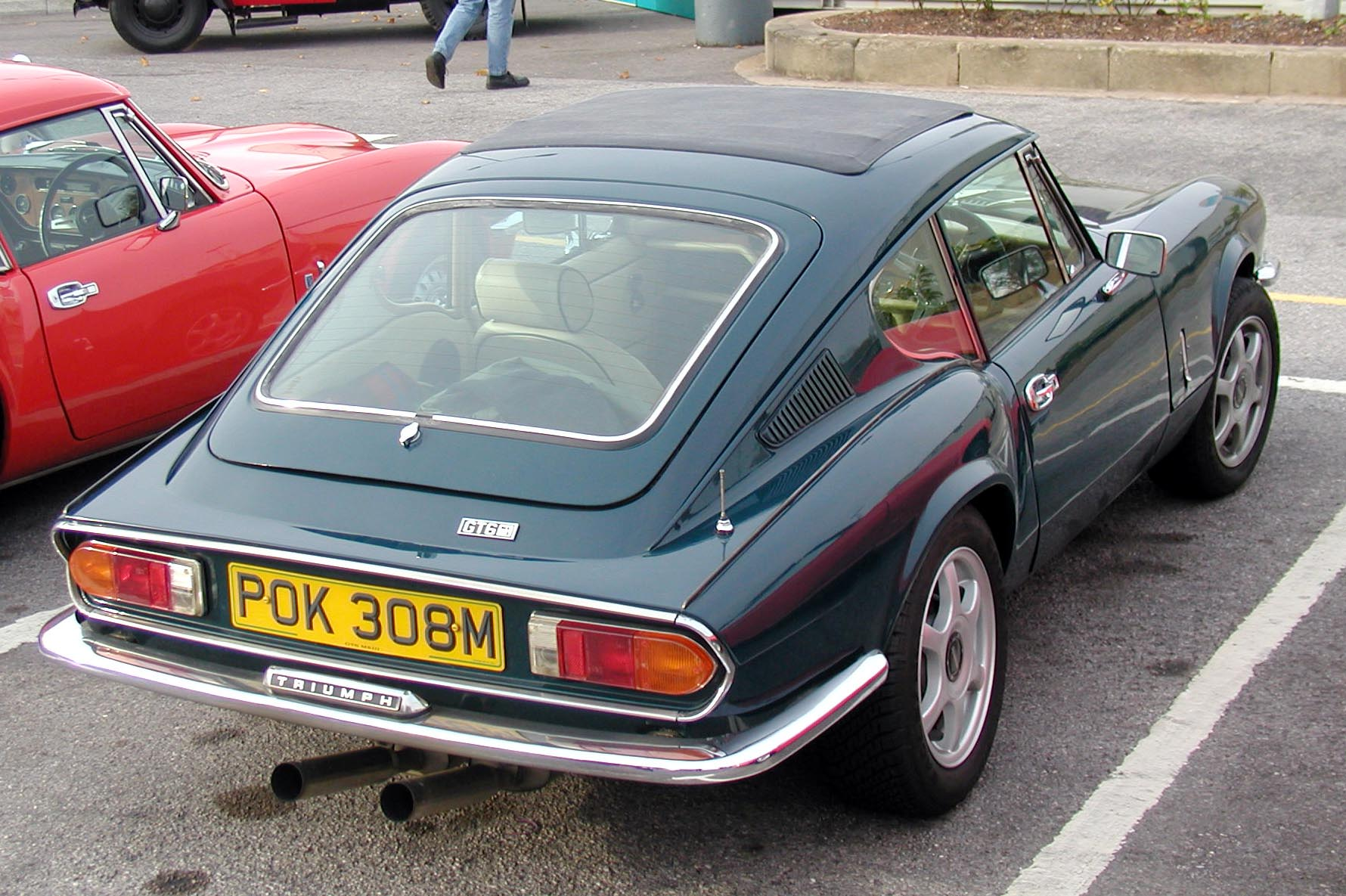
Coda della versione Mk III

Nel 1967, con l'aggiornamento della Spitfire, venne aggiornata allo stesso modo anche la GT6. A livello tecnico c'era una novità relativa alla sospensione posteriore, modificata, con l'adozione di un perno centrale Swing Spring, per migliorare il comportamento stradale e tenere costante il camber delle ruote.
Anche la terza serie (1970) della GT6 subì un aggiornamento identico a quello della Spitfire MK 4.
Al livello tecnico la GT6 MK 3 adottò, finalmente, il motore 6 cilindri in linea di 1998 cm³ da 104 cv della berlina 2000.
La produzione cessò nel 1973, dopo 40.947 esemplari, così suddivisi.
- MK I (1966-67): 15.819 esemplari
- MK II (1967-70): 12.086 esemplari
- MK III (1970-73): 13.042 esemplari